# دهستان پل خاتون
پل خاتون، دهستانی است از توابع بخش مرزداران شهرستان سرخس در استان خراسان رضوی.
جمعیت این دهستان بر اساس سرشماری سال ۱۳۸۵ جمعیت آن (۱٬۱۲۲ خانوار) ۵٬۸۲۱ نفر 
می باشد.

## جُستارهای وابسته
- فهرست دهستان‌های ایران

## منبع
1. ↑  «نتایج سرشماری ایران در سال ۱۳۸۵». درگاه ملی آمار. بایگانی‌شده از روی نسخه اصلی در ۲۱ آبان ۱۳۹۲.